# Birgit Sillén
Birgit Anne-Marie Sillén, född 12 april 1917 i Höganäs, död 4 december 2002 i Djursholm, var en svensk målare och tecknare.
Hon var dotter till ingenjören Eugen Bjernekull och Edit Engenfeldt och från 1939 gift med professor Lars Gunnar Sillén. Hon studerade vid Otte Skölds målarskola och på Konsthögskolans grafiklinje i Stockholm och under ett antal upprepade studieresor till Frankrike, Italien och Spanien. Hon debuterade med en separatutställning på Galerie Moderne i Stockholm 1950 som hon följde upp med separatutställningar i Norrköping. Hon medverkade i Nationalmuseums utställning Unga tecknare och på Föreningen Svenska Konstnärinnors jubileumsutställning på Konstakademien 1960. Hennes konst består av porträtt och landskapsskildringar från Christiansø, Ischia och fjällvärlden. Sillén är representerad vid Norrköpings konstmuseum. Hon är begravd på Danderyds kyrkogård.